# Mistrzostwa Europy Par na Żużlu 2009
Mistrzostwa Europy Par na Żużlu 2009 – zawody żużlowe, mające na celu wyłonienie medalistów mistrzostw Europy par w sezonie 2009. W finale zwyciężyli Czesi Aleš Dryml, Lukáš Dryml i Matěj Kůs.

## Finał
- Miszkolc, 26 września 2009

| Msc | Drużyna / Zawodnik                                 | Biegi                                   | Punkty  |
| --- | -------------------------------------------------- | --------------------------------------- | ------- |
| 1   | Czechy                                             | Czechy                                  | 29      |
| 1   | Aleš Dryml Lukáš Dryml Matěj Kůs                   | (3,2,3,2,2,1) (2,3,2,3,3,3) –           | 13 16 – |
| 2   | Rosja                                              | Rosja                                   | 25      |
| 2   | Artiom Łaguta Renat Gafurow Grigorij Łaguta        | (0,–,–,3,–,3) (–,3,3,–,2,2) (1,1,2,2,3) | 6 10 9  |
| 3   | Polska                                             | Polska                                  | 19      |
| 3   | Robert Miśkowiak Ronnie Jamroży Daniel Jeleniewski | (2,2,0,–,0,2) (w,–,–,1,–,–) (3,1,3,2,3) | 6 1 12  |
| 4   | Węgry                                              | Węgry                                   | 16      |
| 4   | László Szatmári Norbert Magosi József Tabaka       | (–,2,1,–,–,w) (3,3,0,3,0,1) (0,2,1)     | 3 10 3  |
| 5   | Niemcy                                             | Niemcy                                  | 16      |
| 5   | Martin Smolinski Christian Hefenbrock Max Dilger   | (2,1,3,0,1,3) (1,0,2,1,0,2) –           | 10 6 –  |
| 6   | Słowenia                                           | Słowenia                                | 10      |
| 6   | Maks Gregorič Matej Žagar Izak Šantej              | (w,0,–,0,–,0) (3,2,1,1,2,–) (0,0,1)     | 0 9 1   |
| 7   | Łotwa                                              | Łotwa                                   | 10      |
| 7   | Jevgēņijs Karavackis Vjačeslavs Giruckis –         | (0,u,0,w,1,1) (1,1,1,2,3,0) –           | 2 8 –   |

Bieg po biegu:
1. A.Dryml, L.Dryml, G.Łaguta, A.Łaguta
2. Žagar, Miśkowiak, Jamroży (w/u), Gregorič (w/u)
3. Magosi, Smolinski, Hefenbrock, Tabaka
4. L.Dryml, A.Dryml, Giruckis, Karavackis
5. Gafurow, Žagar, G.Łaguta, Gregorič
6. Jeleniewski, Miśkowiak, Smolinski, Hefenbrock
7. Magosi, Szatmári, Giruckis, Karavackis (u)
8. A.Dryml, L.Dryml, Žagar, Šantej
9. Gafurow, G.Łaguta, Jeleniewski, Miśkowiak
10. Smolinski, Hefenbrock, Giruckis, Karavackis
11. L.Dryml, A.Dryml, Szatmári, Magosi
12. A.Łaguta, G.Łaguta, Hefenbrock, Smolinski
13. Magosi, Tabaka, Žagar, Gregorič
14. Jeleniewski, Giruckis, Jamroży, Karavackis (w/u)
15. L.Dryml, A.Dryml, Smolinski, Hefenbrock
16. G.Łaguta, Gafurow, Tabaka, Magosi
17. Giruckis, Žagar, Karavackis, Šantej
18. L.Dryml, Jeleniewski, A.Dryml, Miśkowiak
19. A.Łaguta, Gafurow, Karavackis, Giruckis
20. Smolinski, Hefenbrock, Šantej, Gregorič
21. Jeleniewski, Miśkowiak, Magosi, Szatmári (w/su)